# Hammerdals, Lits och Offerdals tingslags valkrets
Hammerdals, Lits och Offerdals tingslags valkrets var i valet till andra kammaren 1869–1878 en egen valkrets med ett mandat. Valkretsen uppgick vid valet 1881 i Jämtlands norra domsagas valkrets. 

## Riksdagsman
- Hans Andersson, lmp (1870–1881)